# 佐賀東信用組合
佐賀東信用組合（さがひがししんようくみあい）は、佐賀県佐賀市に本店を置く信用組合である。
ATMでは、しんくみ お得ねっと提携信用組合のカードによる出金は自組合扱いとなる。

## 沿革
- 1955年3月 - 神埼信用組合を設立。
- 1955年5月 - 小城信用組合を設立。
- 1978年10月 - 神埼・小城の2信用組合が合併し、佐賀東信用組合となる。
- 1991年10月 - 鳥栖信用組合と合併する。
- 2019年9月24日 - 中原支店を「中原出張所」に変更し、神埼支店と統合[2]。
- 2019年11月18日 - 牛津支店を「牛津出張所」に変更し、小城支店と統合[2]。
- 2005年3月 - 佐賀栄城信用組合と合併する。

## 店舗
- 本店営業部
  - 佐賀市神野東2丁目3番1号
- 県庁支店
  - 佐賀市城内1丁目1番59号 佐賀県庁内
- 諸富支店
  - 佐賀市諸富町大字諸富津141番地16
- 小城支店
  - 小城市小城町273番地5
- 神埼支店
  - 神埼市神埼町神埼375番地1
- 鳥栖支店
  - 鳥栖市本町1丁目947番地5